# SNK
SNK Corporation (SNK significa Shin Nihon Kikaku (新日本企画?   Lit. Nuevo Proyecto Japonés) es una empresa de videojuegos japonesa creada en 1978 por el exboxeador japonés Eikichi Kawasaki. Franquicias clásicas de SNK incluyen Art of Fighting, Fatal Fury, King of the Monsters, Metal Slug, Samurai Shodown, The King of Fighters, The Last Blade, Twinkle Star Sprites y World Heroes. Actualmente SNK desarrolla videojuegos arcade, para consolas y PC y fue la creadora de la placa arcade y videoconsola a la vez Neo-Geo.

## Historia

### Inicios
A comienzos de los años 70, Eikichi Kawasaki, un exboxeador, manejaba una cafetería y una empresa de construcción civil en Osaka.

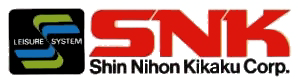
Antiguo logo de SNK Corp.

En 1973, compró una empresa de maquinaria eléctrica en Kobe y fundó Shin Nihon Kikaku. Cuando Eikichi Kawasaki notó el rápido crecimiento que estaba ocurriendo en el mercado de videojuegos, amplió Shin Nihon Kikaku para incluir el desarrollo y la comercialización de juegos de monedas independientes.
El 22 de julio de 1978, la compañía fue reconstituida como Shin Nihon Kikaku Corporation en Higashiōsaka.
La compañía fue apodada "Shin Nihon Kikaku" en katakana en un principio, pero desde 1981 se cambió a "SNK" tomando las iniciales del alfabeto romano (Shin Nihon Kikaku). La notación de copyright en inglés también era "SNK CORPORATION". Se estableció en Sunnyvale, California, para entregar su propia marca de juegos que funcionan con monedas a las salas de juegos en América del Norte. SNK eligió a John Rowe para dirigir su operación estadounidense.

### Primera encarnación de SNK

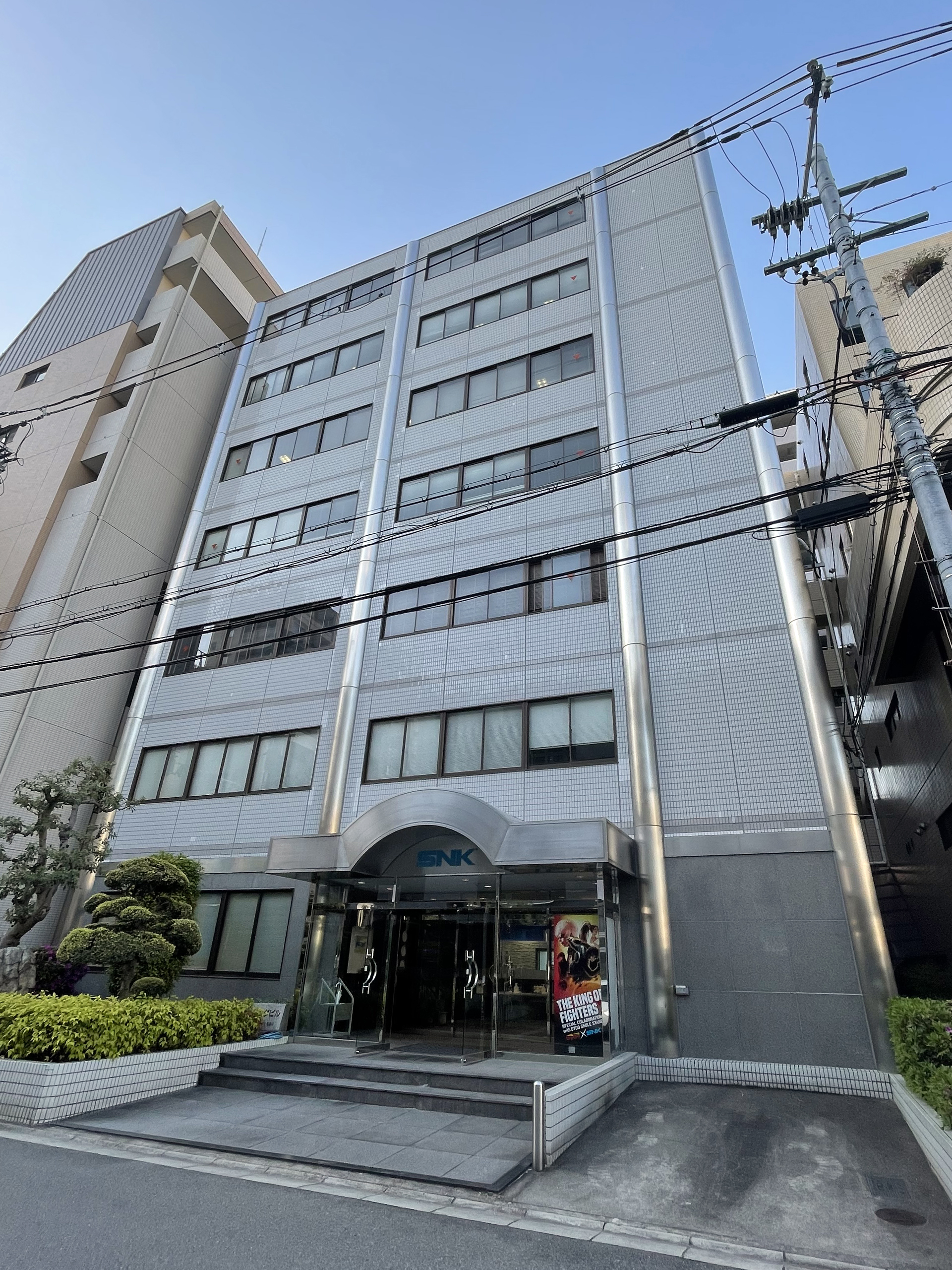
Primera sede en Suita, Osaka, Japón

En abril de 1986, el nombre de la empresa se cambió por el sobrenombre de "SNK", pero el nombre comercial registrado tuvo que ser SNK Corporation. Esto se debe a que el Ministerio de Justicia en ese momento no permitía el registro de nombres comerciales en alfabetos, como para ADK, NMK, TDK y RKB Mainichi Broadcasting.
En noviembre de 1986 nació en Sunnyvale, California, la filial estadounidense SNK Corporation of America.
Esta segunda mitad de los años 1980 es definitivamente la que SNK hace un nombre y un lugar junto a los tenores de la galería. Los juegos son cada vez más bellos y mejor diseñados, el desarrollador de Osaka progresa a gran velocidad.
El marzo de 1988, el personal de SNK se mudó a un edificio en Suita, Osaka, Japón.
En 1990, SNK crea la placa arcade Neo-Geo MVS, una de las primeras placas en utilizar cartuchos intercambiables. Al año siguiente se crea la consola Neo Geo AES y en 1994, crea la consola Neo Geo CD. El descatalogo de la placa MVS y de la consola AES fue en 2004, con 14 años de soporte, siendo superada por los 18 del NEC PC-9801 y superando a los 12 de la PlayStation 2. Los fracasos comerciales que había tenido anteriormente como compañía a inicios de los 2000 provocó que estuviera a borde de la quiebra, esto hizo que firmara un contrato con la compañía nipona Aruze (compañía especializada en juegos pachinko, el equivalente a las tragaperras occidentales) para obtener un plan de rescate por la cual esta se encargaría de sus cuantiosas deudas a cambio de obtener las licencias de sus franquicias y así poder adornar las máquinas de pachinko con detalles de Fatal Fury, KOF y otros juegos de la compañía.

### Quiebra por fracaso de la rehabilitación civil
La situación no mejoró, Aruze no apoyó a la SNK como se debía de ser demostrando sus verdaderas intenciones: utilizar las licencias de SNK y dejar a la suerte a la compañía sin darle ningún apoyo económico que tenía contemplado, dando como consecuencia la cancelación de varios títulos en desarrollo, ejemplo de esto fue la secuela aún en desarrollo de Garou: MOTW.
SNK cerró todas las operaciones estadounidenses, canadienses y europeas el 13 de junio de 2000. La empresa vendió los derechos de distribución en Norteamérica de los sistemas arcade MVS y los sistemas fotográficos Neo Print. Obtuvo la licencia de las localizaciones norteamericanas de algunos lanzamientos de consolas a empresas externas.
Con la moral baja y un futuro incierto, muchos de los empleados de la empresa dejaron sus puestos de trabajo. Algunos se unieron a sus rivales Capcom y Arc System Works, y otros fundaron el desarrollador Dimps. Kawasaki, junto con otros cinco exejecutivos de SNK, financió la formación de BrezzaSoft, que continuó desarrollando juegos de Neo Geo como The King of Fighters 2001.
Con una deuda total de alrededor de 38 mil millones de yenes, SNK renunció a la reconstrucción voluntaria, y el 2 de abril de 2001, SNK solicitó la aplicación de la Ley de Rehabilitación Civil al Tribunal de Distrito de Osaka, quebrándose efectivamente. La solicitud fue aceptada y los procedimientos de revitalización se llevaron a cabo una vez, y la oficina central regresó a la ciudad de Suita, Prefectura de Osaka. El tribunal de distrito decidió abolir los procedimientos de rehabilitación civil el 1 de octubre del mismo año y se declaró en quiebra el 30 de octubre.
Las licencias para la producción de juegos de SNK y los derechos de desarrollo de sus franquicias se vendieron a varias otras empresas. Estos incluyeron BrezzaSoft, que produjo The King of Fighters 2001, como Eolith, con sede en Corea del Sur, que produjo la franquicia The King of Fighters entre 2001 y 2002, y Mega Enterprise, que produjo Metal Slug 4. En 2001, la familia Neo Geo terminó. Fue revivido brevemente 11 años después con el Neo Geo X.

### Posterior creación de Playmore
Establecida como Playmore Corporation el 1 de agosto de 2001. Originalmente era una filial de la antigua SNK. Inicialmente era una empresa legal especializada en servicios de gestión de derechos de autor y sería incorrecto referirse a la antigua SNK como su empresa predecesora. El 30 de octubre del mismo año, la empresa ganó los derechos de propiedad intelectual de la empresa en una oferta realizada durante la quiebra de la antigua SNK.

### SNK Playmore

SNK Playmore logo de 2003 a 2016

Para restablecer su presencia en el mercado de los juegos, Playmore adquirió BrezzaSoft y sus antiguos desarrolladores de SNK, así como el desarrollador de Neo Geo con sede en Japón, Noise Factory. SNK adquirió Sun Amusement, un distribuidor japonés de juegos comerciales, para proporcionar a la empresa un punto de distribución de juegos arcade en Japón. Se establecieron oficinas internacionales en Corea del Sur, Hong Kong y Estados Unidos bajo el nombre de SNK NeoGeo para la distribución comercial y, más tarde, de juegos de consumo. En julio de 2003, con el permiso de Eikichi Kawasaki, fundador de la antigua empresa SNK, la empresa cambió su nombre a SNK Playmore Corporation. Ese mismo año, SNK compró ADK poco después se declaró en quiebra. Anteriormente, ADK era una empresa de terceros que había estado fuertemente asociada con SNK desde finales de los años 1980. Las operaciones de SNK Playmore en Japón ya se parecían en gran medida a las de la empresa original: SNK empleó a muchos empleados que se marcharon después de declararse en quiebra y ocuparon su antiguo edificio.
Desde que Playmore fue cambiada a SNK Playmore, aparecerían otros problemas que lo condenarían por siempre: la piratería. La popularidad del Internet trajo consigo la facilidad de hackeo de diferentes sistemas de arcade incluyendo las producidas por la SNK. Originalmente, SNK no ha puesto métodos anticopias en sus consolas y placas arcade antes de la década de los 2000 e incluso, piratas burlaron varios métodos anticopias interpuestas por la propia SNK lo cual agravó la piratería y posteriormente el 2004 el sistema Neo-Geo se despide con Samurai Shodown V Special.
Posteriormente SNK formó contrato con Sammy para crear juegos arcade, en ese caso, usando la placa Atomiswave. Posteriormente, rompió contrato el 2006 para unirse a Taito y crear juegos con la placa Taito Type X.
Desde 2009, SNK también desarrolla videojuegos para teléfonos móviles.

### Segunda encarnación de SNK
El 25 de abril de 2016, SNK abandona el nombre "Playmore" de su logotipo y vuelve a introducir su lema eslogan original, "The Future is Now", como un medio para significar "un retorno a la rica historia de los juegos de SNK".
El 1 de diciembre de 2016, SNK Playmore cambió oficialmente su nombre corporativo a SNK.
Posteriormente SNK lanza Neo-Geo mini el 24 de julio de 2018 en Japón, cuya apariencia es similar a una arcade, incluye una pantalla de 3,5" a 640x480 y controles incorporados pero para un solo jugador, un puerto USB para energizar la consola y un puerto mini-HDMI (cable se vende por separado) para conectar a los televisores HD. Además, cuenta con una ranura para auriculares y dos ranuras para conectar los controles de Neo-Geo CD (se vende por separado) cuyos puertos también fueron modificados. La versión internacional solo cuenta con 14 títulos cambiados, pero puede incluir más idiomas.
En junio de 2019, se lanzó Samurai Shodown para PlayStation 4 y Xbox One, en octubre se lanzó la versión arcade y al año siguiente la versión de Nintendo Switch.
En noviembre de 2020, la MiSK Foundation, una organización sin fines de lucro propiedad del príncipe heredero de Arabia Saudita, Mohamed bin Salmán, adquirió una participación del 33,3% de SNK a través de su subsidiaria, Electronic Gaming Development Company (EGDC), con la intención de adquirir una participación adicional del 17,7% en un momento posterior para obtener una participación mayoritaria en la empresa.
En abril de 2021 se nombraron tres miembros de la junta directiva enviados desde Arabia Saudita. EGDC anunció su intención de adquirir el 51% mediante compras adicionales. En febrero de 2022, la participación en la propiedad de EGDC aumentó al 96,18%. En mayo del mismo año, SNK notifica la exclusión de sus acciones de la Bolsa de Corea (KOSDAQ) y los planes futuros de EGDC de adquirir todas las acciones de la empresa convirtiéndose en su filial de propiedad absoluta.
El 20 de marzo de 2023, SNK trasladó su sede principal a Yodogawa-ku, Osaka.

## Subsidiarias
- SNK H.K. Co., Ltd.: encargada de las licencias y ventas en Asia (excepto Japón y Corea del Sur).
- SNK USA Corporation: editor de software y animación en Estados Unidos. Anteriormente conocida como "SNK Corporation of America", que originalmente manejó las ventas de software de publicación en Estados Unidos desde 1981 hasta 2000.
- SNK Beijing: encargada de las ventas de Neo-Geo en China.

### Antiguas subsidiarias
- ADK: Antigua desarrolladora de videojuegos para Neo-Geo. Quebró en 2003 y fue absorbida por SNK el mismo año.
- Neo Geo do Brasil: encargada de las ventas de Neo-Geo en Brasil de 1993 a 1998.